# Кузёво
Кузёво (болг. Кузьово) — село в Благоевградской области Болгарии. Входит в состав общины Белица. Находится примерно в 10 км к востоку от центра города Белица и примерно в 49 км к востоку от центра города Благоевград. По данным переписи населения 2011 года, в селе  проживало 248 человек.

## Население
| Год     | 1956 | 1965 | 1975 | 1985 | 1992 | 2001 | 2011 |
| ------- | ---- | ---- | ---- | ---- | ---- | ---- | ---- |
| Жителей | 554  | 526  | 585  | 416  | 391  | 299  | 248  |

| Национальность  | Человек | Процент |
| --------------- | ------- | ------- |
| болгары         | 159     | 77,56%  |
| не определились | 45      | 21,95%  |
| Всего ответов   | 205     |         |

|  |